# جزر نيكوبار

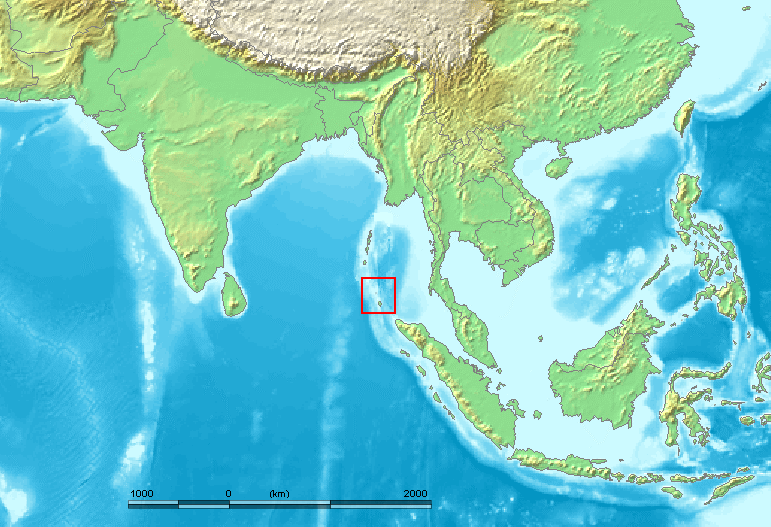
جزر نيكوبار

جزر نيكوبار هي حلقة جزر أرخبيلية تقع شرق المحيط الهندي بين جنوب شرق الهند وشرق جزر أندمان وتبعد 150 كلم عن سومطرة في إندونيسيا بالقرب من سواحل تايلاند وماليزيا في شرق بحر أندامان وتعتبر تابعة لمحافظة جزر أندمان ونيكوبار التابعة للهند، وتعتبر واحد من جزرها والتي تُدعى بجزيرة نيكوبار الكبرى واحدة من الأماكن المحمية ضمن تراث اليونسكو.

## التاريخ
سكن الجزر مجموعات من شعوب الخمير والمونيين والفيتناميين وأصبحت اللغة النيكوبارية اللغة الرسمية هناك. بعد هاجرت شعوب من المونديين من الهند وسكنوا في جزيرة نيكوبار الكبرى ويدعون هناك بالشومبينيين. الرحالة الإيطالي ماركو بولو كان أول من ذكرها باسم نيكوفار وهو اسم من أصل تاميلي سريلانكي. في منتصف القرن الثامن عشر قام الدانماركيون عن طريق شركة الهند الشرقية الدنماركية بإستعمارها، حاولت إيطاليا احتلالها بعد مفاوضات مع الدنمارك في سنة 1864 إلا أنها فشلت. وفي سنة 1868 قامت الدانمارك بتسليمها إلى المملكة المتحدة لتصبح منذ ذلك الحين جزء من الهند البريطانية. تم احتلال الجزر من قبل اليابان أثناء الحرب العالمية الثانية بين عامي 1942 إلى 1945 وعادت بعد ذلك إلى بريطانيا. أصبح جزء من الهند في سنة 1950. أدى زلزال وتسونامي المحيط الهندي 2004 إلى مصرع حوالي 6000 شخص من سكانها ومن سكان جزر إندامان.